# Fromia milleporella
Fromia milleporella är en sjöstjärneart som först beskrevs av Jean-Baptiste Lamarck 1816.  Fromia milleporella ingår i släktet Fromia och familjen Ophidiasteridae. Inga underarter finns listade i Catalogue of Life.

## Bildgalleri

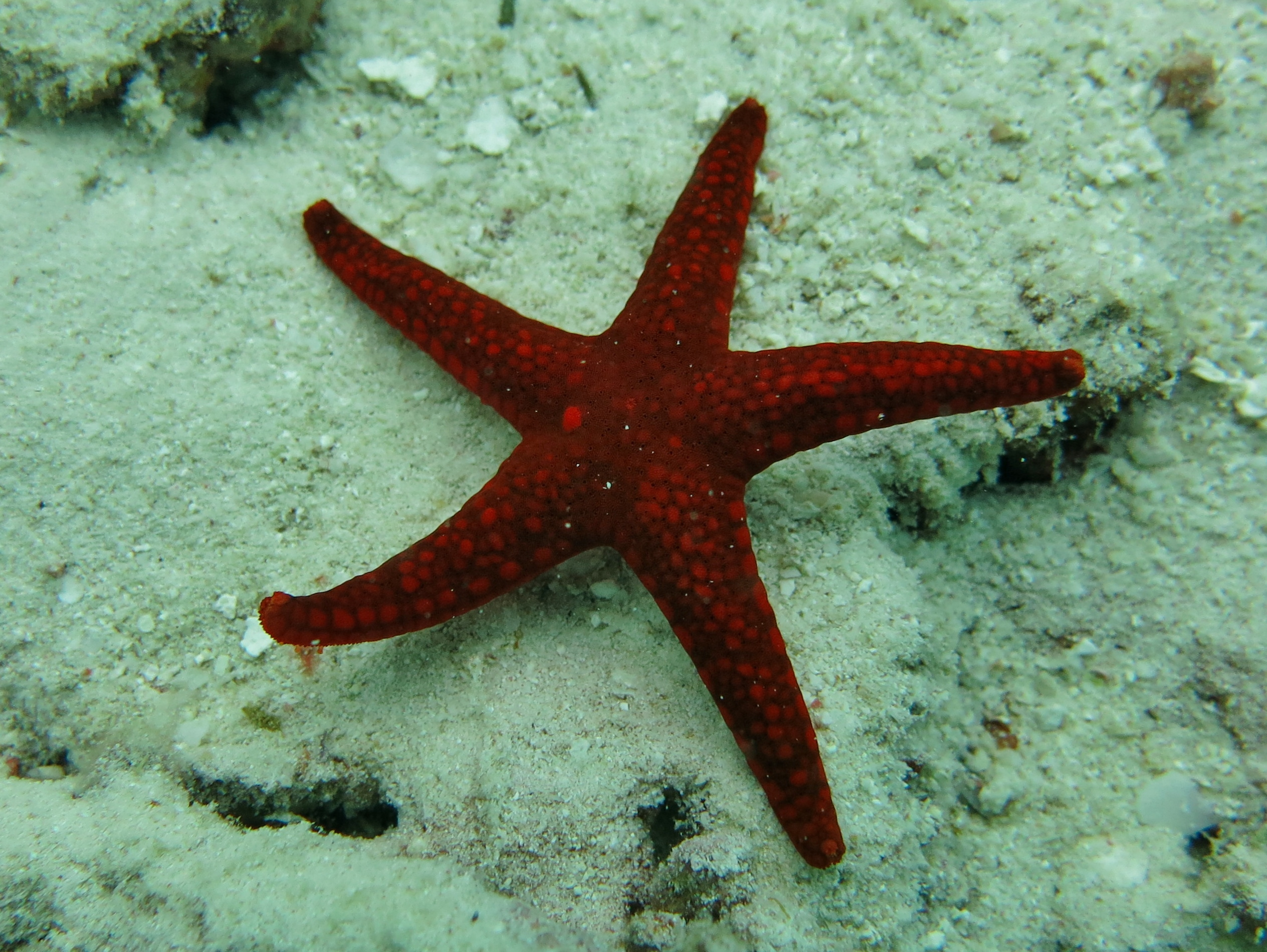